# São José de Mipibu
São José de Mipibu là một đô thị thuộc bang Rio Grande do Norte, Brasil. Đô thị này có diện tích 293,877 km², dân số năm 2007 là 39909 người, mật độ 135,8 người/km².